# حدائق كيو
الحدائق النباتية الملكية في كيو (بالإنجليزية: Royal Botanic Gardens in Kew) يشار اليها عادة باسم حدائق كيو، هي حدائق عامة تشمل عدد من المباني التاريخية والمتاحف والبيوت الزجاجية النباتية، تقع بين ريتشموند وكيو على نهر التايمز في جنوب غرب لندن، إنجلترا. تم تشييدها في عام 1759 على مساحة 121 هكتار، وقد احتفلت في عام 2009 بالذكرى السنوية ال 250 على تأسيسها.

## التصميم
تجسد عناصر حدائق كيو النباتية الملكية مراحل خاصة بفن الحدائق من القرن الثامن عشر إلى القرن العشرين. وهي تحوي تشكيلات من النباتات (نباتات محفوظة وحية ووثائق) التي تم اغناؤها بصورة هائلة على مر القرون. وقد ساهمت منذ انشائها على نحو كبير في دراسة تنوع النباتات وعلم النبات الاقتصادي.
وقد أنشأ عدد من المعماريين كويليام شامبرز وكابابليتي براون عدة مباني في القرن الثامن عشر، وأعادوا تصميم الحدائق على الطراز الباروكي لإنتاج منظر رعوي على الطراز الإنجليزي، مؤسسين أسلوبا رائجا انتشر بعد ذلك في جميع أرجاء أوروبا. وتعد العناصر الأساسية للمنظر الطبيعي للحديقة الذي صممه ويليام نيسفيلد أحد السمات البارزة لكيو. وتتمحور هذه الحديقة حول هيكل من الحديد والزجاج، وهو بالم هاوس (1844)، الذي صممه المهندسان ريتشارد تيرنر وديسيموس بورتون. وهناك ثلاث إطلالات يطل عليها بالم هاوس وهي: إطلالة على مبنى الباغودا وإطلالة على سيون باتجاه نهر التايمز وإطلالة صغيرة. ويعد قصر كيو هو أقدم المباني في الموقع (1631). ولقد تم بناء هذا النُزل ذي الإيحاء الكلاسيكي - الذي بني من الطوب الأحمر على الطراز الفلمنكي - على ضفاف نهر التايمز.

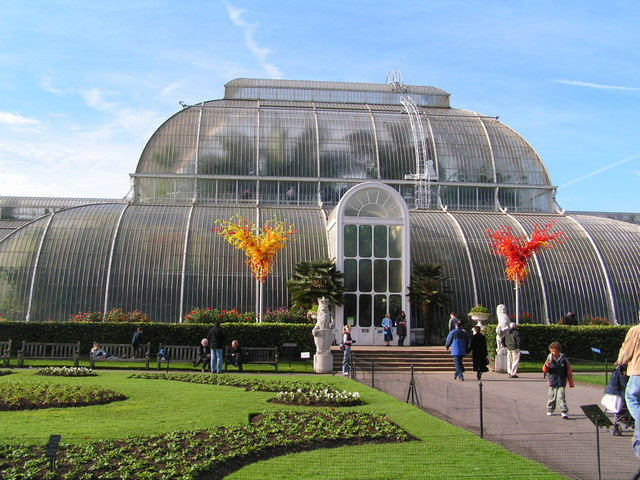
مبنى بالم هاوس
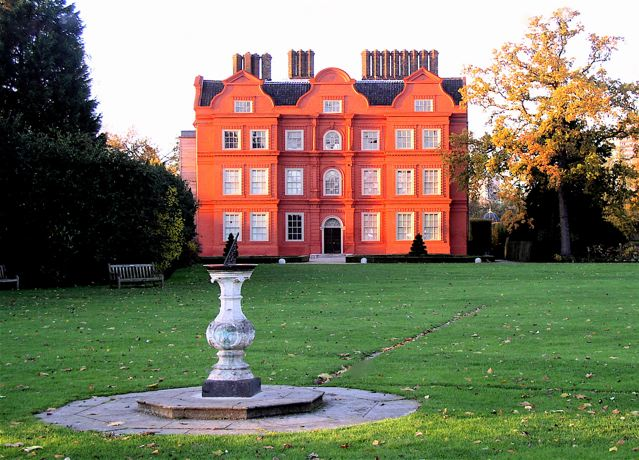
قصر كيو
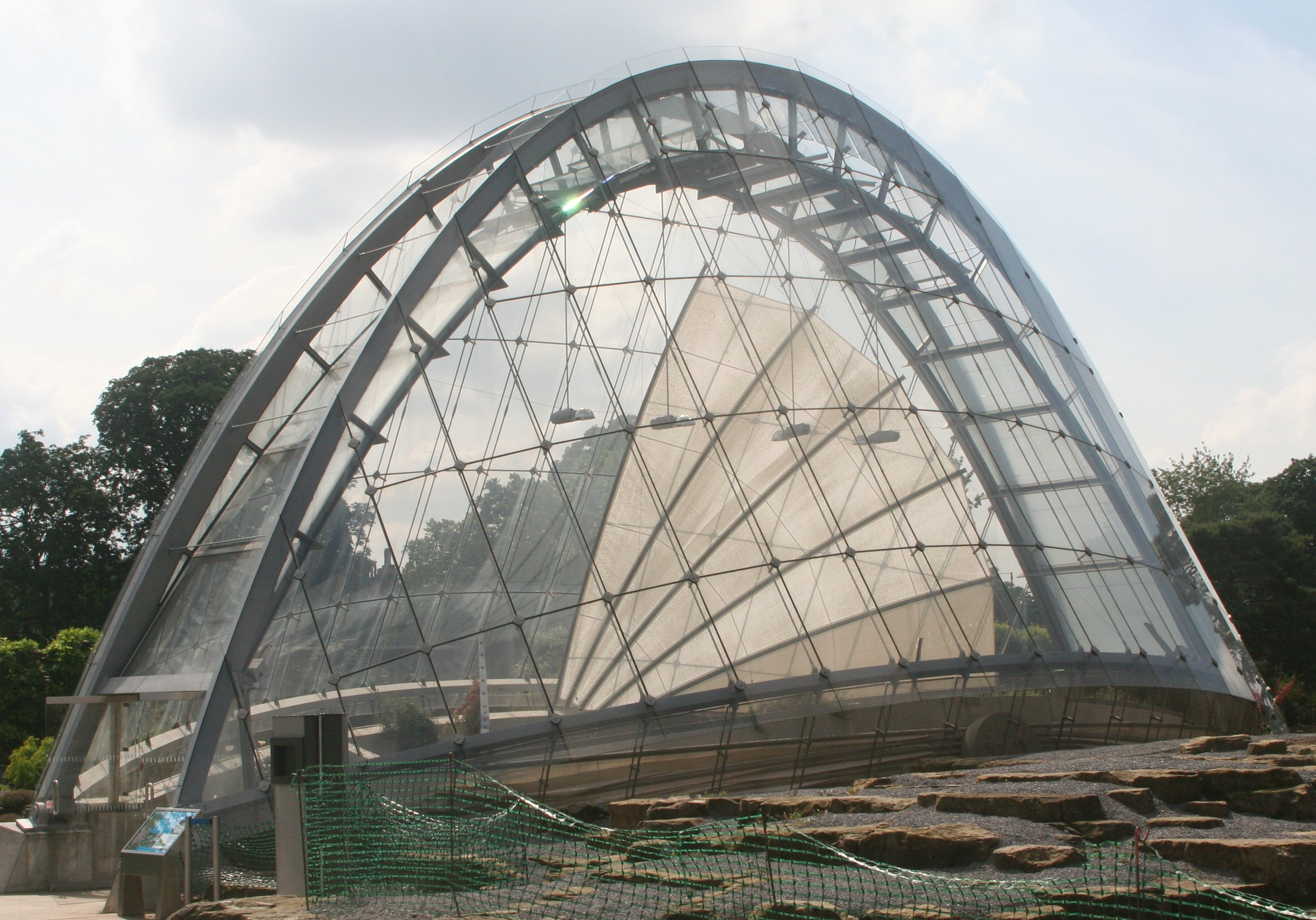
بيت جبال الألب بالحديقة
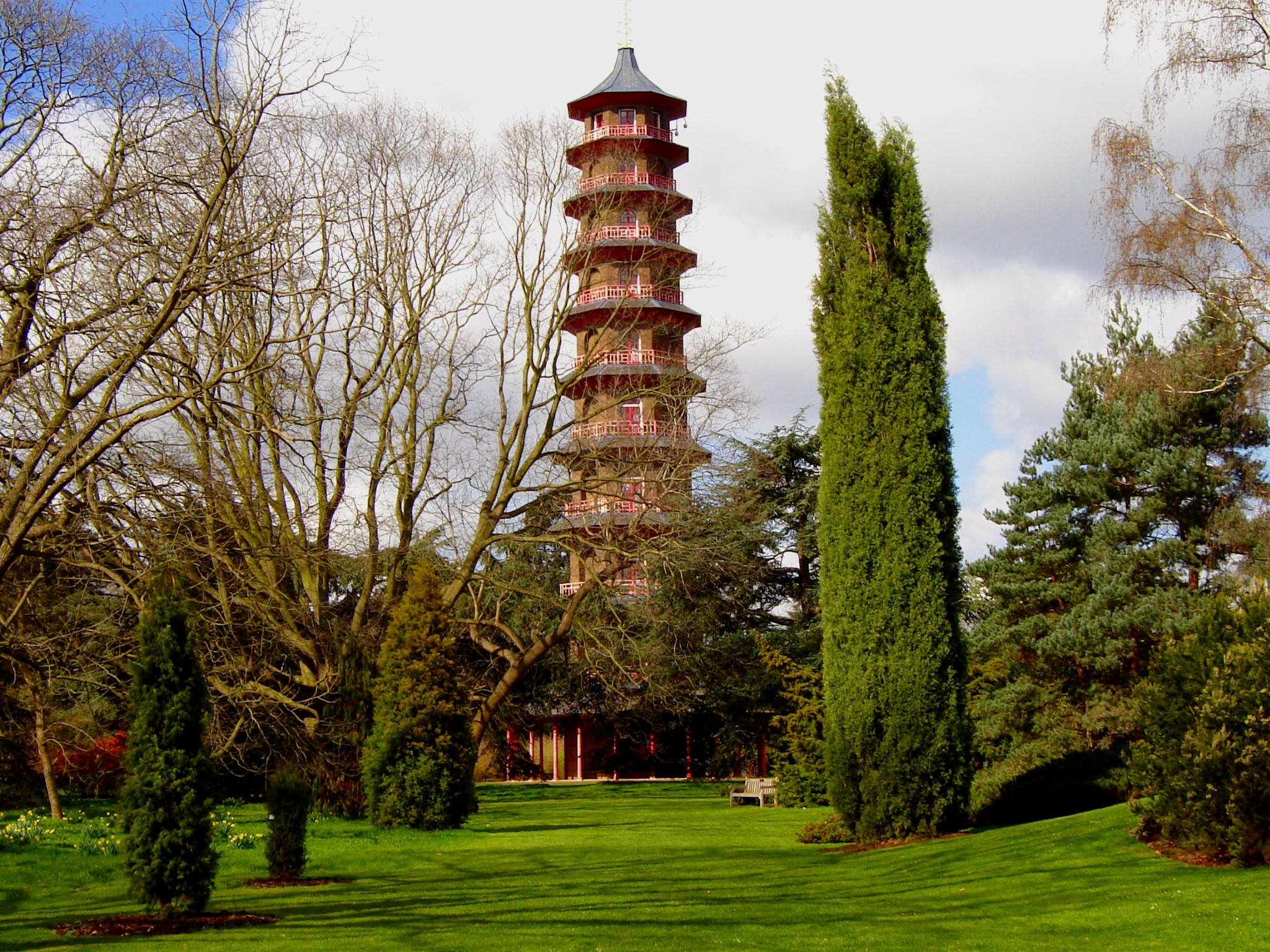
مبنى الباغودا

## وصلات خارجية

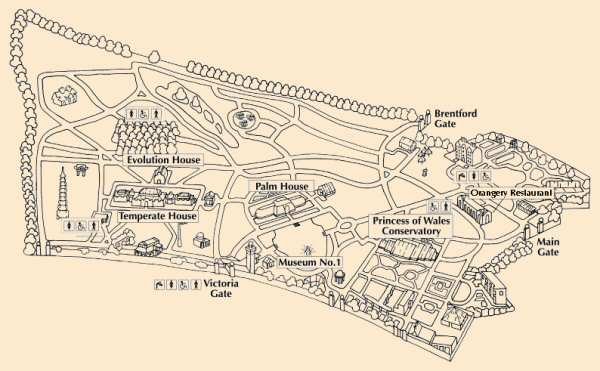
خريطة الحديقة

- حدائق كيو النباتية الملكية الموقع الرسمي
- مشروع بنك البذور
- كيو على فيسبوك
- كيو على يوتيوب
- كيو على تويتر
- مجموعة من الصور لحدائق كيو على موقع Flickr
- دليل أسماء النباتات العالمي